# European Football League 1995
Zwölf Mannschaften aus elf Ländern nahmen an der Saison 1995 der European Football League teil. Für Deutschland nahmen die Düsseldorf Panther, Deutsche Meister von 1994, teil. Vier Teams waren für das Viertelfinale gesetzt, weitere vier wurden in einer Qualifikationsrunde ermittelt. Die Panther mussten zunächst im Viertelfinale in Wien bei den Vienna Vikings antreten. Dort gewannen sie mit 15:0. Im Halbfinale setzten sie sich dann vor eigenem Publikum knapp mit 35 zu 31 gegen den italienischen Vertreter Legnano Frogs durch. Im Eurobowl IX trafen die Düsseldorf Panther auf den Titelverteidiger London Olympians vor 16.850 Zuschauern im Stuttgarter Gottlieb-Daimler-Stadion. Die Panther behielten mit 21 zu 14 die Oberhand und konnten somit als erste deutsche Mannschaft den Eurobowl gewinnen.

## Qualifikationsrunde
| Basilisk Mean Machine | Vienna Vikings                     | 7:35  |
| Limhamn Griffins      | Copenhagen Towers                  | 45:14 |
| Birmingham Bulls      | Rotterdam Trojans                  | 40:12 |
| Brüssel Raiders       | Castors-Sphinx du Plessis-Robinson | 8:51  |

## Finalrunde
| Viertelfinale          | Viertelfinale                      | Viertelfinale             |                        |                           | Halbfinale | Halbfinale | Halbfinale |  |  | Eurobowl IX – Stuttgart | Eurobowl IX – Stuttgart | Eurobowl IX – Stuttgart |
|                        |                                    |                           |                        |                           |            |            |            |  |  |                         |                         |                         |
| Osterreich             | Vienna Vikings                     | 0                         |                        |                           |            |            |            |  |  |                         |                         |                         |
| Deutschland            | Düsseldorf Panther                 | 15                        |                        |                           |            |            |            |  |  |                         |                         |                         |
| Deutschland            | Düsseldorf Panther                 | 15                        | Deutschland            | Düsseldorf Panther        | 35         |            |            |  |  |                         |                         |                         |
|                        |                                    |                           | Deutschland            | Düsseldorf Panther        | 35         |            |            |  |  |                         |                         |                         |
|                        | Italien                            | Legnano Frogs             | 31                     |                           |            |            |            |  |  |                         |                         |                         |
| Italien                | Italien                            | Legnano Frogs             | 31                     | Legnano Frogs             | 33         |            |            |  |  |                         |                         |                         |
| Italien                |                                    |                           |                        | Legnano Frogs             | 33         |            |            |  |  |                         |                         |                         |
| Frankreich             | Castors-Sphinx du Plessis-Robinson | 32                        |                        |                           |            |            |            |  |  |                         |                         |                         |
| Frankreich             | Castors-Sphinx du Plessis-Robinson | 32                        | Deutschland            | Düsseldorf Panther        | 21         |            |            |  |  |                         |                         |                         |
|                        |                                    |                           |                        | Düsseldorf Panther        | 21         |            |            |  |  |                         |                         |                         |
|                        | Vereinigtes Konigreich             | London Olympians          | 14                     |                           |            |            |            |  |  |                         |                         |                         |
| Vereinigtes Konigreich | Vereinigtes Konigreich             | London Olympians          | 14                     | Birmingham Bulls          | 6          |            |            |  |  |                         |                         |                         |
| Vereinigtes Konigreich |                                    |                           |                        | Birmingham Bulls          | 6          |            |            |  |  |                         |                         |                         |
| Vereinigtes Konigreich | London Olympians                   | 31                        |                        |                           |            |            |            |  |  |                         |                         |                         |
| Vereinigtes Konigreich | London Olympians                   | 31                        | Vereinigtes Konigreich | London Olympians          | 14         |            |            |  |  |                         |                         |                         |
|                        |                                    |                           | Vereinigtes Konigreich | London Olympians          | 14         |            |            |  |  |                         |                         |                         |
|                        | Finnland                           | East City Giants Helsinki | 13                     |                           |            |            |            |  |  |                         |                         |                         |
| Finnland               | Finnland                           | East City Giants Helsinki | 13                     | East City Giants Helsinki | 15         |            |            |  |  |                         |                         |                         |
| Finnland               |                                    |                           |                        | East City Giants Helsinki | 15         |            |            |  |  |                         |                         |                         |
| Schweden               | Limhamn Griffins                   | 12                        |                        |                           |            |            |            |  |  |                         |                         |                         |

### Scoreboard Eurobowl
| Eurobowl IX – Stuttgart (20.548 Zuschauer) | Eurobowl IX – Stuttgart (20.548 Zuschauer) | Eurobowl IX – Stuttgart (20.548 Zuschauer) | Eurobowl IX – Stuttgart (20.548 Zuschauer)         | Eurobowl IX – Stuttgart (20.548 Zuschauer)         | Eurobowl IX – Stuttgart (20.548 Zuschauer)         | Eurobowl IX – Stuttgart (20.548 Zuschauer)         |
| ------------------------------------------ | ------------------------------------------ | ------------------------------------------ | -------------------------------------------------- | -------------------------------------------------- | -------------------------------------------------- | -------------------------------------------------- |
| Team                                       | Team                                       | Punkte                                     | Q1                                                 | Q2                                                 | Q3                                                 | Q4                                                 |
| Düsseldorf Panther                         | Düsseldorf Panther                         | 21                                         | 7                                                  | 0                                                  | 0                                                  | 14                                                 |
| London Olympians                           | London Olympians                           | 14                                         | 7                                                  | 0                                                  | 0                                                  | 7                                                  |
| Panther                                    | Olympians                                  | Spieler                                    | Spielzug                                           | Spielzug                                           | Spielzug                                           | Spielzug                                           |
| 7                                          | 0                                          | Francesco Mavaro                           | 63-Yard Lauf (PAT Walter Endemann)                 | 63-Yard Lauf (PAT Walter Endemann)                 | 63-Yard Lauf (PAT Walter Endemann)                 | 63-Yard Lauf (PAT Walter Endemann)                 |
| 7                                          | 7                                          | Stephen Hutchinson                         | 1-Yard Lauf (PAT Allen Taitt)                      | 1-Yard Lauf (PAT Allen Taitt)                      | 1-Yard Lauf (PAT Allen Taitt)                      | 1-Yard Lauf (PAT Allen Taitt)                      |
| 7                                          | 14                                         | Richard Dunkley                            | 6-Yard Lauf (PAT Allen Taitt)                      | 6-Yard Lauf (PAT Allen Taitt)                      | 6-Yard Lauf (PAT Allen Taitt)                      | 6-Yard Lauf (PAT Allen Taitt)                      |
| 14                                         | 14                                         | Estrus Crayton                             | 37-Yard Pass von Brad Parpan (PAT Walter Endemann) | 37-Yard Pass von Brad Parpan (PAT Walter Endemann) | 37-Yard Pass von Brad Parpan (PAT Walter Endemann) | 37-Yard Pass von Brad Parpan (PAT Walter Endemann) |
| 21                                         | 14                                         | Estrus Crayton                             | 35-Yard Pass von Brad Parpan (PAT Walter Endemann) | 35-Yard Pass von Brad Parpan (PAT Walter Endemann) | 35-Yard Pass von Brad Parpan (PAT Walter Endemann) | 35-Yard Pass von Brad Parpan (PAT Walter Endemann) |